# Mundicarmo Ferretti
Mundicarmo Maria Rocha Ferretti (Pau dos Ferros, 1944) é uma antropóloga e Professora Emérita da Universidade Estadual do Maranhão, conhecida por suas pesquisas sobre religiões afro-brasileira e folclore maranhense. 

## Vida
Mundicarmo nasceu em Pau dos Ferros, sertão do Rio Grande do Norte, tendo sido batizada com a junção dos nomes de seus pais, Raimundo Rocha, um comerciante e folclorista, e Maria do Carmo, dona de casa. Chegou ao Maranhão aos onze anos de idade. Tem onze irmãos. De família católica, estudou em São Luís no Colégio Santa Teresa. Por influência da família religiosa, engajou-se na militância católica, tendo participado na sua juventude da Ação Católica.
Fez graduação em Filosofia na Universidade Federal do Maranhão, formando-se em 1966. No ano seguinte, ingressou no Mestrado em Administração Pública na Fundação Getúlio Vargas, obtendo seu título em 1975. Realizou um segundo mestrado, com ênfase em Antropologia, na Universidade Federal do Rio Grande do Norte, sob orientação de Kabengele Munanga, tendo como foco de estudo a música de Luiz Gonzaga. Concluiu sua formação acadêmica na Universidade de São Paulo, realizando doutorado em Antropologia sob orientação de Liana Salvia Trindade, defendendo em 1991 a tese O caboclo no Tambor de Mina na dinâmica de um terreiro de São Luis: a casa Fanti-Ashanti.
Entre 1991 e 2010 foi secretária administrativa do Instituto Nacional da Tradição e Cultura Afro Brasileira (INTECAB-MA). Desde 1992, é membro efetivo da Comissão Maranhense de Folclore. Atualmente é professora aposentada da Universidade Federal do Maranhão, onde coordena o Grupo de pesquisa em religião e cultura popular, e da Universidade Estadual do Maranhão.
Foi companheira do antropólogo Sérgio Ferretti, com quem começou a se relacionar em 1963 e se casou em 1968. É mãe de André e avó de duas netas.

## Escritos
- Na batida do Baião, no balanço do Forró: Zedantas e Luiz Gonzaga. 3ª. ed. Recife: Massangana, 2012. 232p. ISBN                          9788570196071
- Baião dos dois: Zedantas e Luiz Gonzaga. 2ª. ed. Recife: CEPE, 2007. 285p .
- Pajelança do Maranhão no século XIX: o processo de Amelia Rosa. São Luís-MA: CMF/FAPEMA, 2004. 250p .
- Encantaria de Barba Soeira: Codó capital da magia negra? São Paulo: Siciliano, 2001. v. 1. 202p .
- Desceu na guma: o caboclo do Tambor de Mina em um terreiro de São Luís - a Casa Fanti-Ashanti. 2ª. ed. São Luís: EDUFMA, 2000. v. 1. 374p .
- Maranhão Encantado: encantaria maranhense e outras histórias. São Luís: UEMA Editora, 2000. 123p .
- Terra de Caboclo. São Luís: SECMA, 1994. 148p .
- Desceu na Guma: O Caboclo do Tambor de Mina no Processo de Mudança de um Terreiro de São Luís - A Casa Fanti-Ashanti. 1ª ed. São Luís: EDUFMA, 1993. 556p.
- Cultura Popular: Estudos e Debates. São Luís: SIOGE,1988. 84p .
- Baião dos Dois: Luiz Gonzaga e Zedantas. Recife: MASSANGANA, 1988. 281p .
- De segunda a domingo, etnografia de um mercado coberto; Mina, uma religião de origem africana. 2ª. ed. São Luís: SIOGE, 1987. v. 1. 62p .
- De Segunda a Domingo; Mina uma Religião de origem Africana. 1ª ed. São Luís: SIOGE, 1985. 62p .